# ワンワンニャオニャオ
ワンワンニャオニャオは、宮城道雄が1931年（昭和6年）に作曲した箏と胡弓伴奏による童曲。作詞者は、葛原しげる。
同年、宮城芳子と志賀嘉代子の歌で本楽曲と「柿の種とにぎりめし」「赤い牛の子」の3曲が収録された10インチレコードとして発売された。
使用される胡弓は宮城が考案した「大胡弓」あるいは「宮城胡弓」と言われるもので、犬と猫の鳴き声をまねて子供の唄と掛け合いをする部分があり、大人が聴いても楽しい曲である。

## 録音した歌手
- 宮城芳子、小林嘉子（胡弓：宮城道雄、箏：宮城喜代子。ビクター、1998年発売の13枚組CD-BOX『宮城道雄作品大全集』Disc 5収録）
- 古賀さと子（ビクター、1952年）